# Григорьев, Александр Иванович (Герой Советского Союза)
Александр Иванович Григорьев (9 августа 1923 — 21 мая 2013) — лейтенант Советской Армии, участник Великой Отечественной войны, Герой Советского Союза (1944).

## Биография
Родился в крестьянской семье в селе Богословка (ныне — в Каменском районе Тульской области). Окончил семь классов школы, работал в колхозе, был прицепщиком, помощником тракториста. В сентябре 1941 года Григорьев был призван на службу в Рабоче-крестьянскую Красную Армию. Окончил сержантскую школу, первоначально служил в 6-й отдельной лыжной бригаде, но вскоре был переведён в разведку. С декабря 1942 года — на фронтах Великой Отечественной войны. Своего первого «языка» взял в районе Северского Донца, был ранен. В ноябре 1943 года Григорьев был во второй раз ранен. В 1944 году окончил краткосрочные курсы младших лейтенантов и вновь вернулся на фронт. Командовал взводом 158-го гвардейского стрелкового полка 51-й гвардейской стрелковой дивизии 6-й гвардейской армии 1-го Прибалтийского фронта. Отличился во время освобождения Витебской области Белорусской ССР.
22 июня 1944 года принял активное участие в прорыве немецкой обороны в районе деревни Сиротино. Наступающие советские войска вышли к восточному берегу Западной Двины. Отступающие немецкие войска взорвали все мосты через реку, кроме одного. Командование приказало взводу Григорьева захватить этот мост. Ранним утром 25 июня 1944 года взвод вплавь перебрался через реку около деревни Балбечье Бешенковичского района. Григорьев обнаружил заряд и перерезал провод, ведущий к заряду. Затем взвод вступил в бой с охранением моста. Когда взвод залёг под вражеским огнём, Григорьев поднял его в атаку и захватил первую траншею противника, а затем в течение восьми часов отражал контратаку превосходящим сил немецких войск. В бою Григорьев получил тяжёлое ранение.
Указом Президиума Верховного Совета СССР от 22 июля 1944 года за «образцовое выполнение боевых заданий командования на фронте борьбы с немецкими захватчиками и проявленные при этом мужество и героизм» гвардии младший лейтенант Александр Григорьев был удостоен высокого звания Героя Советского Союза с вручением ордена Ленина и медали «Золотая Звезда» за номером 4388.
В 1946 году в звании лейтенанта был уволен в запас. Работал начальником цеха 5-й Московской картонажной фабрики. Жил в Москве. Умер 21 мая 2013 года, похоронен на Преображенском кладбище Москвы.
Был также награждён орденами Отечественной войны 1-й степени и Красной Звезды, а также рядом медалей. Почётный гражданин района Гольяново города Москвы.